# Matilda Joslyn Gage

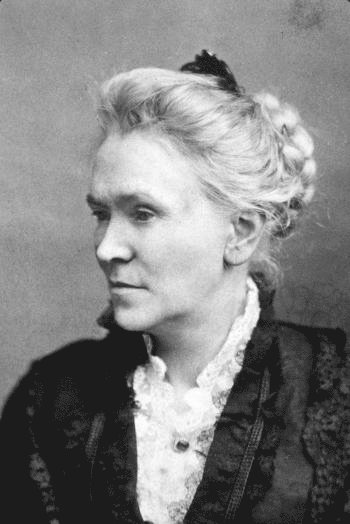
Matilda Joslyn Gage

Matilda Electa Gage, geborene Joslyn (24. März 1826 in Cicero, New York – 18. März 1898 in Chicago, Illinois) war eine US-amerikanische Suffragette und Menschenrechtsaktivistin.

## Leben
Joslyn Gages Eltern waren der Arzt Hezekiah Joslyn und dessen Frau Helen. Beide engagierten sich gegen die Sklaverei und unterstützten die Sklaven-Fluchthilfe-Organisation Underground Railroad. Matilda Joslyn Gage besuchte das Clinton Liberal Institute in Kirkland (New York), 1844 heiratete sie den Kaufmann Henry Hill Gage, beide bekamen fünf Kinder. Ab 1850 engagierte sie sich für die National Women Suffrage Association (NWSA) und wurde eine der Anführerinnen der Frauenrechtsbewegung in den USA. Joslyn Gage publizierte in unterschiedlichen Zeitschriften und kämpfte gegen die Unterdrückung der Frau, gegen das Patriarchat und für die Gleichberechtigung von Frauen. Sie war auch eine scharfe Kritikerin des Christentums und der Kirche, kämpfte gegen die Sklaverei und für das Recht auf Ehescheidung.
1878 kaufte Matilda Joslyn Gage die Zeitung The National Citizen and Ballot Box. Sie wurde Herausgeberin und wichtigste Autorin der Zeitung. Darüber hinaus begründete sie die Woman’s National Liberal Union in Abgrenzung zur National American Woman Suffrage Association. Joslyn Gage war unter anderem im Streit um das Wahlrecht für Frauen in den USA aktiv. Sie kritisierte auch die Aberkennung weiblicher Leistungen in Forschung und Technik.
1993 benannte die Wissenschaftshistorikerin Margaret W. Rossiter das Verschweigen der wissenschaftlichen Leistungen von Frauen nach ihr als Matilda-Effekt.

## Werke
- Woman As Inventor. F. A. Darling, Fayetteville 1870.
- mit Elizabeth Cady Stanton und Susan B. Anthony (Hrsg.): History of women suffrage. 3 Bde.,
  - Bd. 1: 1848–1861. Fowler & Wells, New York 1881.
  - Bd. 2: 1861–1876. Fowler & Wells, New York 1882.
  - Bd. 3: 1876–1885. S. B. Anthony Rochester, N.Y. 1887.
- Women, church and state. 1893